# Il sorriso della iena
Pour plus de détails, voir Fiche technique et Distribution.
Il sorriso della iena, parfois désigné sous le titre Le Sourire de la hyène, est un giallo italien réalisé par Silvio Amadio et sorti en 1973.

## Synopsis
Marco, un noble en faillite, est malheureux en ménage avec la riche Dorothy Emerson. Sa meilleure amie, Gianna, est sa maîtresse. Marco assassine sa femme en faisant croire à un suicide en lui tranchant la gorge avec un tesson de verre. Il devient l'administrateur des biens de sa femme, à condition que Nancy, la fille de Dorothy issue d'un précédent mariage, prenne le contrôle lorsqu'elle aura vingt ans. Marco s'est retiré pour vivre avec Gianna dans une luxueuse villa au bord d'un lac.
Nancy, la fille de Marco, le contacte pour l'informer qu'elle prendra très bientôt le contrôle de la succession de sa mère. Nancy vit dans un pensionnat depuis des années et n'a pas vu sa mère depuis longtemps. Gianna tente d'encourager Marco à tuer Nancy, car le niveau de vie de Marco va fortement baisser une fois qu'elle aura pris le contrôle de la succession. Mais Marco finit par tomber amoureux de Nancy, ce qui complique la procédure.

## Fiche technique
- Titre original italien : Il sorriso della iena[1],[2],[3]
- Réalisateur : Silvio Amadio
- Scénario : Silvio Amadio, Francesco Villa, Francesco Merli, Francesco Di Dio
- Photographie : Silvano Ippoliti (it)
- Montage : Francesco Bertuccioli
- Musique : Roberto Pregadio
- Costumes : Paola Siciliani Watts
- Maquillage : Mario Di Salvio
- Sociétés de production : Domizia Cinematografica
- Pays de production :  Italie
- Langue originale : italien
- Format : Couleur par Technicolor - 2,35:1 - Son mono - 35 mm
- Durée : 88 minutes
- Genre : Giallo
- Dates de sortie :
  - Italie : 4 mai 1972

## Distribution
- Jenny Tamburi : Nancy Thompson
- Silvano Tranquilli : Marco
- Rosalba Neri : Gianna
- Dana Ghia : Magda
- Zora Gueorguieva : Dorothy Emerson
- Hiram Keller : Paolo
- Barbara Bouchet : Une invitée à la fête